# 중앙로 (안동시)
중앙로(永嘉路)는 경상북도 안동시 목성동 안동역에서 안동시 신세동을 연결하는 도로이다.

## 주요 경유지
- 신한은행 안동지점
- 삼산동우체국

## 주요 교차도로
- 퇴계로
- 영가로
- 남문로
- 서동문로